# بازی شطرنج (فیلم)
بازی شطرنج (پرتغالی: Jogo de Xadrez) یک فیلم برزیلی است که توسط لوئیس آنتونیو پرییرا کارگردانی و نوشته شده است و در سال ۲۰۱۴ منتشر شد.